# Ernestia tenella
Ernestia tenella är en tvåhjärtbladig växtart som först beskrevs av Aimé Bonpland, och fick sitt nu gällande namn av Dc.. Ernestia tenella ingår i släktet Ernestia och familjen Melastomataceae. Utöver nominatformen finns också underarten E. t. sprucei.